# Potkanna
Potkanna – wieś w Polsce położona w województwie mazowieckim, w powiecie radomskim, w gminie Przytyk. Ma atatus sołectwa.
| SIMC    | Nazwa   | Rodzaj    |
| ------- | ------- | --------- |
| 0634325 | Kolonia | część wsi |

W latach 1975–1998 miejscowość administracyjnie należała do województwa radomskiego.
Wierni Kościoła rzymskokatolickiego należą do parafii św. Wawrzyńca we Wrzosie.

## Historia
Potkanna, w XVI w. występuje pod nazwą Podkana, Podkanye.
Według Liberum Benefis łaskiego (1 684) łany dworskie i jeden kmiecy dawały dziesięcinę plebanowi we Wrzosie, wartości około 2 grzywien łany kmiece zaś dawały mu tylko kolędę po groszu z łanu i świętopietrze płaciły. 

Według registru poborowego powiatu radomskiego z r. 1508 wieś Podkana, Ostrołęka, Slowyków, stanowiły własność Pawła Podlodowskiego, płaciły wówczas poboru 2 grzywny i groszy 31.
W 1669 roku wś Potkanna opisana jest jako wieś w powiecie radomskim, parafii Wrzos, własność Macieja Szymkowicza, miała wówczas 8 1/2 łanów kmiecych. (Pawiński, Kod.Małop., str. 312, 474).
W wieku XIX opisana jako wieś i folwark w powiecie radomskim, gminie Przytyk, parafii Wrzos. Odległa od Radomia 24 wiorst.
Lustracja z 1827 roku wykazuje 18 omów, 127 mmieszkańców.
Lustracja z roku 1862 potwierdziła 29 domów, 268 mieszkańców, 1030 mórg dworskich i 646 mórg włościańskich.
Folwark Potkanna stanowi majorat gen. Sierzputowskiego.

## Urodzeni w Potkannie
- Władysław Paciak – ksiądz, malarz (ur. 20 kwietnia 1903 roku w Potkannie k. Przytyka, zm. 5 października 1983 roku w Radomiu), twórca sztuki sakralnej należącej do nurtu sztuki nowoczesnej.